# Croton waterhouseae
Croton waterhouseae är en törelväxtart som beskrevs av Paul Irwin Forster. Croton waterhouseae ingår i släktet Croton och familjen törelväxter. Inga underarter finns listade i Catalogue of Life.